# Edward Carson

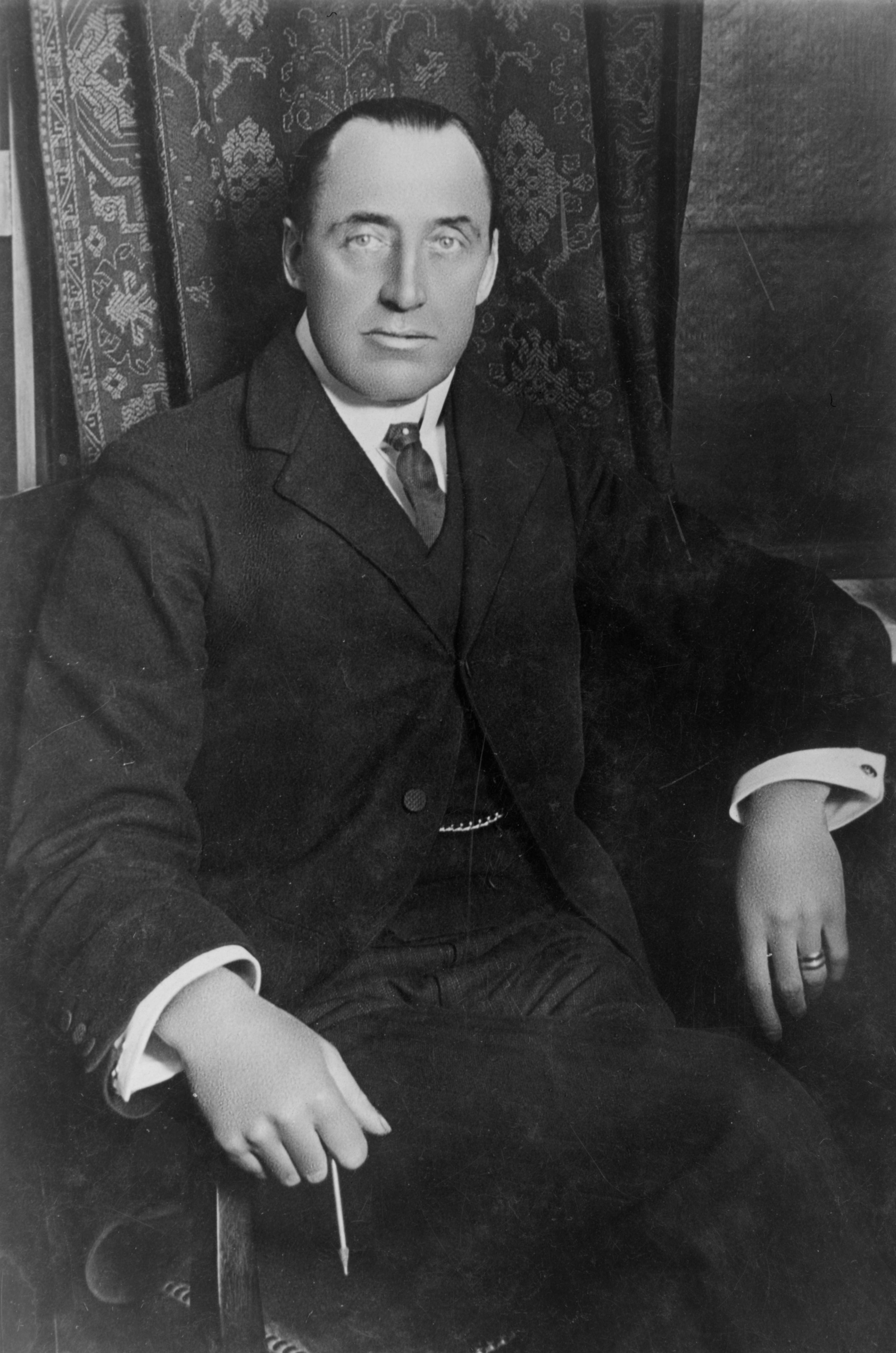
Edward Carson (um 1900)

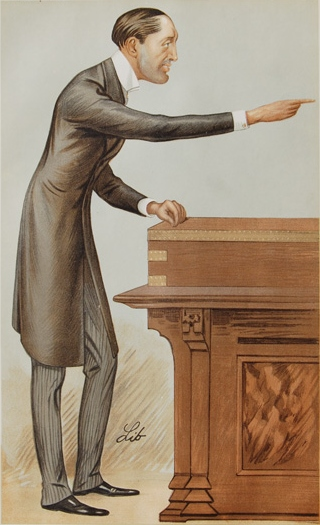
Edward Carson in einer Karikatur des Magazins Vanity Fair (9. November 1893)

Edward Henry Carson, Baron Carson PC (* 9. Februar 1854 in Dublin; † 22. Oktober 1935, Clive Court bei Minster-in-Thanet, Isle of Thanet, Kent, England) war ein irisch-britischer Politiker.

## Leben

### Rechtsanwalt, Unterhausabgeordneter und Queensberry-Prozesse
Nach dem Schulbesuch hatte Carson am Trinity College in Dublin u. a. Rechtswissenschaften studiert und war dort Kommilitone von Oscar Wilde. Nach seiner anwaltlichen Zulassung bei der irischen Rechtsanwaltskammer von King’s Inns 1877 nahm er eine Tätigkeit als Barrister auf und wurde 1889 zunächst Kronanwalt (Queen’s Counsel) sowie 1891 sogenannter „Bencher“ der Anwaltskammer von King’s Inns.
Als Vertreter der Unionisten wurde Carson 1892 erstmals zum Abgeordneten in das House of Commons gewählt und vertrat dort bis 1918 den Wahlkreis Dublin University. Daneben war er 1892 für kurze Zeit auch Solicitor General von Irland. Nachdem er 1893 auch eine anwaltliche Zulassung in England bei der Anwaltskammer (Inns of Court) von Middle Temple erhalten hatte, wurde er 1894 auch in England zum Kronanwalt ernannt.
1895 war Carson Kontrahent von Oscar Wilde bei den sogenannten Queensberry-Prozessen in London. Wilde hatte gegen den Marquess of Queensberry, den Vater seines Freundes und Partners Lord Alfred Douglas, einen Prozess wegen Verleumdung angestrengt, Carson vertrat als Verteidiger den Angeklagten, wobei es zu einer Art Zweikampf der beiden Iren kam. Der brillante Rhetoriker Carson erwirkte von den Geschworenen nicht nur einen Freispruch für seinen Mandanten, er wendete den Prozess dahingehend, dass aus dem Ankläger Wilde im Kreuzverhör de facto ein Angeklagter wurde. Direkt nach dem Freispruch Queenberrys erhob die Krone Anklage gegen Wilde, der daraufhin wegen Sodomie zu zwei Jahren Zuchthaus mit Zwangsarbeit verurteilt wurde. Dieser Prozess, der unter großer Anteilnahme der englischen Öffentlichkeit stattfand, machte Carson mit einem Schlag berühmt.

### Regierungsmitglied und Lordrichter
Carson, der 1896 Mitglied des Privy Council Irlands sowie 1900 auch Bencher der Anwaltskammer von Middle Temple wurde, war von 1900 bis 1905 Solicitor General von Großbritannien und als solcher 1900 auch zum Knight Bachelor geschlagen, woraufhin er seitdem auch den Namenszusatz „Sir“ führte. 1905 wurde er zudem Privy Councillor Großbritanniens.
Er vertrat im Rahmen der Home-Rule-Auseinandersetzung eine unionistische Position, die die Fortsetzung der Union zwischen Irland und England forderte. Nach dem Rücktritt des Parteivorsitzenden Arthur Balfour im November 1911 galt Carson als ein möglicher Nachfolger; er erklärte jedoch sofort, sich für die Nachfolge nicht bewerben zu wollen und beim Carlton-Club-Treffen wurde Bonar Law als Nachfolger gewählt. 1912 erreichte Carson seinen größten politischen Einfluss. Der begabte Redner und Propagandist mobilisierte kurz nach der Gewährung des Home Rule eine Freiwilligenmiliz, aus der sich später die Ulster Volunteer Force als größte unionistische Gruppe im Nordirlandkonflikt entwickelte.
Carson, der 1915 Generalstaatsanwalt (Attorney General) sowie zwischen 1916 und 1917 Erster Lord der Admiralität war, trat 1917 als Minister ohne Geschäftsbereich in das Kriegskabinett von Premierminister David Lloyd George ein, was die Auseinandersetzungen in Nordirland weiter eindämmte. Bereits seit Beginn des Ersten Weltkrieges hatte sich der Konflikt angesichts der gemeinsamen militärischen Anstrengung abgeschwächt. Dem Kriegskabinett gehörte er bis 1918 an.
Zwischen 1918 und 1921 vertrat er als Abgeordneter den Wahlkreis Duncairn im House of Commons. Mit dem Government of Ireland Act von 1920, der die Insel teilte und Nordirland bei Großbritannien ließ, hatte Carson sein Lebenswerk erreicht.
Zuletzt wurde Carson durch ein Letters Patent vom 1. Juni 1921 aufgrund des Appellate Jurisdiction Act 1876 als Life Peer mit dem Titel Baron Carson, of Duncairn in the County of Antrim, zum Lordrichter (Lord of Appeal in Ordinary) berufen und wurde Mitglied des House of Lords. Als Lordrichter wirkte er bis 1929.
Carson wurde als einem der Wenigen, die nicht dem englischen Königshaus angehören, ein Staatsbegräbnis gewährt. Seine sterbliche Hülle liegt in der St. Anne’s Cathedral in Belfast.